# Lynnwood (Tren Ligero de Seattle)
Lynnwood es una futura estación elevada ubicada en Lynnwood de la línea Roja del Tren Ligero de Seattle. La estación será administrada por Sound Transit. La estación se encuentra localizada en Seattle, Washington. La estación de Lynnwood será inaugurada en 2024.

## Descripción
La estación Lynnwood contará con 1 plataforma central.

## Conexiones
La estación será abastecida por las siguientes conexiones: 
- Community Transit.
- Sound Transit Express.